# Calfred (pel·lícula)
|  | Per a altres significats, vegeu «Calfred». |

Calfred (originalment Frailty en anglès) és una pel·lícula americana del 2001 de terror i thriller psicològic dirigida per Bill Paxton i protagonitzada pel mateix Bill Paxton, Matthew McConaughey i Powers Boothe. Ha estat doblada al català.

## Argument
Un home es presenta a l'oficina de Wesley Doyle (Powers Boothe) un agent de l'FBI encarregat del cas d'un famós assassí en sèrie anomenat "La mà de Déu" i li revela que coneix qui és l'assassí. Amb l'ajut d'un flashback de la seva joventut comença a narrar la seva història.

## Repartiment
- Bill Paxton - Meiks (el pare)
- Matthew McConaughey - Fenton Meiks/Adam Meiks
- Powers Boothe - Agent de l'FBI Wesley Doyle
- Matt O'Leary - jove Fenton
- Jeremy Sumpter - jove Adam
- Luke Askew - Sheriff Smalls
- Levi Kreis - Adam Meiks/Fenton Meiks
- Derk Cheetwood - agent Griffin Hull
- Missy Crider - Becky Meiks
- Alan Davidson - Brad White
- Cynthia Ettinger - Cynthia Harbridge
- Vincent Chase - Edward March
- Gwen McGee - Operador
- Edmond Scott Ratliff - L'Àngel
- Rebecca Tilney - Professora